# Patrick Pearse
Patrick Henry Pearse (na irskom jeziku: Pádraic Anraí Mac Piarais) (Dublin, 10. studenog 1879. – Dublin, 3. svibnja 1916.), irski političar.
Rođen je u Dublinu. Otac mu je bio umjetnik i zidar. Za irski jezik zanimanje mu je probudila tetka. Sa 16 godina odlazi u Galsku ligu, a 1903. u 23. godini pridružuje se redakciji lista "An Claidheamh Soluis" ("Mač svjetla"). Protivio se postojećem školskom sustavu pa je osnovao St. Enda School gdje je podučavao na engleskom i na irskom. To se pokazalo kao vrlo uspješan eksperiment. 
U studenom 1913. pozvan je na prvi sastanak Irskih dobrovoljaca. Član Irskog Republikanskog Bratstva postao je 1914. godine, a bio je i jedan od petorice članova Vojnog Odbora. Nakon podizanja Uskrsnog ustanka, proglašen je predsjednikom Republike Irske, naravno samo imenom. Pročitao je Uskrsni proglas ispred Glavne pošte u Dublinu. Kad je uvidio da ne mogu pobijediti, naredio je svima da se predaju. Pogubljen je 3. svibnja 1916. u 36. godini ispred streljačkog voda.